# جيف جيرارد
جيف جيرارد (بالإنجليزية: Geoff Gerard)‏ هو لاعب دوري الرغبي أسترالي، ولد في 10 يوليو 1955 في سيدني في أستراليا.